# Lithobates psilonota
Lithobates psilonota es una especie de anfibio anuro de la familia Ranidae.

## Distribución geográfica
Esta especie es endémica del centro-oeste de México. Habita:
- en el sur del estado de Nayarit;
- en el estado de Jalisco;
- en el sur del estado de Zacatecas;
- en el sur del estado de Aguascalientes;
- en el norte del estado de Colima.[4]

## Publicación original
- Webb, 2001 : Frogs of the Rana tarahumarae group in western Mexico Mesoamerican Herpetology: Systematics, Natural History, and Conservation, University of Texas at El Paso, El Paso, Texas, p. 20-43.[5]